# Spider-Man 2 (гра, 2023)
Spider-Man 2 — відеогра в жанрі action-adventure, що розроблялась Insomniac Games у співпраці з Marvel Games і видається Sony Interactive Entertainment ексклюзивно для консолі PlayStation 5. Гра є сиквелом Spider-Man 2018 року та її спін-оффу Spider-Man: Miles Morales. Була анонсована 9 вересня 2021 року.
У сюжеті гри, крім Пітера Паркера та Майлза Моралеса, присутні персонажі Крейвен-мисливець та Веном у виконанні Тоні Тодда.
Вихід гри відбувся 20 жовтня 2023 року.

## Історія та розробка
Як перша гра 2018-го року, так і її спін-офф 2020-го містили неявні натяки на майбутні ігри, включаючи сцени після титрів, що натякають на наміри Insomniac Games ввести Венома у свій наратив, а також показати Нормана Осборна та його сина Гаррі у більш помітних ролях. Insomniac Games обговорювали можливість включення Чорного костюма як костюма, що розблоковується, під час розробки першої гри, але зустріч з арт-директором Insomniac Гевіном Гулденом, віце-президентом Marvel Games Біллом Розманом і старшим режисером Еріком Моначеллі переконала їх, що симбіонт повинен відігравати більш значну роль в історії Людини-павука, щоб виправдати його включення. Представляючи Майлза Моралеса на презентації PlayStation 5 від Sony в червні 2020 року, Insomniac заявила, що окрема гра з Майлзом як головним героєм не применшить того факту, що в майбутніх іграх їм «залишилося розповісти багато історії Пітера».
Гра була анонсована 9 вересня 2021 на онлайн-заході «PlayStation Showcase 2021». У розробці бере участь більша частина команди, яка працювала над першою частиною, серед яких творчий директор Брайан Інтіхар та геймдиректор Райан Сміт. До ролей Пітера Паркера та Майлза Моралеса повернуться Юрій Ловенталь та Наджі Джетер відповідно.
У січні 2022 року Брітні Морріс, яка раніше написала роман Майлза Моралеса «Крила люті», приєдналася до команди авторів гри, а в червні художник-фрілансер Девісон Карвальо був найнятий на посаду художника-постановника гри. Карвальйо також працював концепт-художником для різних фільмів кіновсесвіту Marvel (MCU). У листопаді того ж року актор Скотт Портер, який озвучував Гаррі Осборна протягом всієї діяльності Дослідницької станції в першій грі, повідомив, що його роль у «Людині-павуку 2» була перероблена, щоб пристосувати її до більш помітної ролі персонажа в історії, вирішивши такі потенційні проблеми, як різниця у віці між ним і персонажем, оскільки «вони вирішили зробити її більш фотореалістичною». Пізніше було оголошено, що актор Грем Філліпс візьме на себе роль Осборна від Портера під час Комік-Кону в Сан-Дієго в липні 2023 року.

## Геймплей
«Spider-Man 2» — пригодницька однокористувацька відеогра з видом від третьої особи. Як і в першій грі, Пітер Паркер і Майлз Моралес є двома головними героями, а за Мері Джейн і Венома можна грати в певних місіях, стаючи індивідуальними персонажами відповідно до сюжету, коли вони подорожують відкритим світом Нью-Йорка і борються з ворогами. Гравці можуть набувати нових здібностей і збирати різні костюми Людини-павука. Пітер і Майлз можуть вільно мінятися місцями в будь-який момент під час вільного пересування відкритим світом гри, і мають спеціальні місії як в основній історії, так і в рамках побічного контенту, який використовує їхні індивідуальні особливості. Гра розширює відкритий світ попередніх частин, дозволяючи гравцям досліджувати Бруклін і Квінз на додаток до Мангеттена, який був основним місцем дії попередніх двох ігор.

Веном

Спираючись на бойову систему попередніх частин, обидва Люди-павуки здатні парирувати фізичні атаки, оскільки певні типи ворогів не піддаються ухиленню. Під час пересування нові костюми Пітера та Майлза оснащені павутинними крилами, які, розгорнувшись, дозволяють їм літати містом, причому їхня швидкість та відстань, яку вони долають, збільшуються, коли вони користуються перевагами таких ділянок, як аеродинамічні труби. Кожне колесо ґаджетів Людини-павука було модернізовано додатковими модифікаціями для їхніх павутинних ежекторів, такими як можливість накидати павутинну лінію на стовпи для додаткової опори під час стелс-серій, підвішених над ворогами, та павутинний хапач, що дозволяє затягнути кількох ворогів в ізольоване місце для стелс-захоплення, яке може бути виконано одночасно з двома ворогами. На додаток до стандартного геймплею Пітера Паркера, за нього можна грати, коли він пов'язаний з симбіотом Веномом, що надає йому здібності Венома, які він використовує під час бою, та унікальні павутинні здібності. Обидва Люди-павуки мають індивідуальні дерева навичок з додатковими здібностями, які можна розблокувати для обох, як тільки вони накопичать достатню кількість очок навичок відповідно до рівня досвіду, а також третє дерево навичок, присвячене спільним здібностям для них обох.

## Сюжет
Минуло 2 роки з моменту гри Marvel`s Spider-Man. Майлз Моралес, який ніяк не може написати есе до коледжу, йде до школи на урок фізики, де учителює Пітер Паркер. Раптом, на вулиці здіймається піщана буря. Майлз виходить з класу, але потім вертається та просить Пітера, як учителя, про допомогу. Виявляється, що на Нью-Йорк напав Флінт Марко, також відомий як Піщана людина. Двом героям доводиться його зупиняти. Коли він був переможений, то під час ув'язнення попереджає про нову загрозу. Кілька місяців тому, у Африці, мисливець намагається вбити Сергія Кравінова, також відомого як Крейвен-Мисливець. Той легко розправляється з суперником і поплічник надає йому інформацію про супергероїв, які є у Нью-Йорку. Він вирушає туди.
Пітера звільняють за те, що він кинув дітей без нагляду і він повертається до будинку своєї тітки, який він успадкував після її смерті. Він допомогає своїй дівчині Мері Джейн з прибиранням і згадує минуле, коли його тітка розповідає йому про рівновагу у житті. Раптом, Мері Джейн лякається чогось надворі. Пітер стрімголов мчить до неї і не вірить своїм очам - там стоїть його найкращий друг Гаррі Озборн, який дивовижним чином зцілився від своєї невиліковної хвороби, успадкованої від матері. Вони тепло вітають один одного і Гаррі пропонує Пітеру проїхатися. Вони приїжджають до своєї старої школи, де згадують роки юності. Згодом, вони прибувають до фонду "Емілі-Мей", що Гаррі назвав на честь його матері та тітки Пітера, та пропонує йому роботу там, щоб вони разом зцілили світ. Пітер погоджується.
На місто нападають мисливці Крейвена. Вони атакують конвой з в'язниці "Пліт" та захоплюють Мака Гаргана (Скорпіона) та Мартіна Лі (Містера Негатива). Людям-Павукам доводиться втрутитися. Майлз досі відчуває ненависть до Лі, який вбив його батька два роки тому і розвиває у собі новий вид своєї біосили. Але мисливці забирають злодіїв. Досліджуючи одне з лігвищ Крейвена, він виявляє, що той вбив Скорпіона і шукає достойного суперника, який зможе його вбити. Його наступною ціллю стає Чорна кішка. Вона тим часом викрадає Посох Ваттумба, який здатен створювати портали. Майлз на прохання Пітера женеться за нею та допомогає впоратися з мисливцями. Феліція успішно тікає до Парижу. Пітер, Ем-Джей та Гаррі йдуть у парк атракціонів на Коні-Айленді та розважаються, але раптом на парк нападають мисливці щоб забрати Лонні Лінкольна, більш відомого як Надгробок, який зав'язав зі злочинністю. Пітер намагається врятувати людей з  і йому в цьому допомогає Гаррі, який використовує для цього органічний екзоскелет чорного кольору, який продукує відростки і дає йому надлюдську силу. Він зізнається, що це і є його лікування.
Опановуючи свої сили, Гаррі хоче допомогати Пітеру, але той радить йому не квапитись. Проте разом вони зуміли врятувати Надгробка з полону Крейвена. Ем-Джей виявляє, що мисливці викрали доктора Курта Коннорса, відомого у минулому, як Ящір. Проникнувши на базу Крейвена, вона виявляє, що той вже вбив Шокера, Електро, Носорога та Скорпіона. Також, вона довідалась, що Крейвен хоче знову перетворити доктора на Ящера. Її викривають і Крейвен вводить Коннорсу сироватку. Прибувають Пітер та Гаррі і починається битва. Коннорс не може контролювати своє перетворення і тікає. У бою, Крейвен завдає Пітеру смертельної рани. Гаррі у люті й розпачі починає гамселити Кравінова, поки Мері Джейн йде у безпечне місце з коханим. До них приєднується Гаррі і Пітер помирає. Двоє оплакують свого друга, і костюм ненароком переповзає з Гаррі на Пітера, повертаючи його до життя. Людина-Павук розбирається з мисливцями, а Крейвен бачить свого достойного суперника.
Друзі вирішують знайти доктора. Пітер поки не може повернути костюм Гаррі (костюм відмовляється повертатися), тому використовує його у своїх цілях, щоб знайти Кравінова, який має сироватку для лікування Коннорса. Коли вони синтезують сироватку, на фонд Емілі-Мей нападають мисливці. У результаті сутички фонд повністю зруйновано. Під впливом костюму, Пітер стає більш зіпсутим, грубим та жорстоким. Вистеживши Коннорса, він відкинувши допомогу Майлза, починає його переслідувати. Врешті-решт, він перемагає доктора і вводить йому сироватку. Обоє рятуються. У підземній лабораторії Коннорса вони знаходять метеор. Коннорс каже, що костюм, який Пітер носить - це розумний, іншопланетний симбіот, який прибув у цьому метеориті кілька років тому на Землю. Він і став причиною того, що Коннорс втратив руку - Пітер це бачить, коли симбіот торкається метеориту і бурхливо реагує на нього. Коннорс каже, що костюм треба знищити, але Пітер, на якого костюм став впливати сильніше, відмовляється.
Прийшовши додому втомленим, Пітер після розмови з Мері Джейн лягає спати. Раптом на будинок нападають мисливці. Мері Джейн тікає до Пітера, але він зник. Їй доводиться самотужки тікати від мисливців. Аж раптом, вона бачить як Пітер бореться з мисливцями у своєму костюмі. Ем-Джей кличе Майлза на допомогу. Він б'ється з мисливцями, а вона намагається наздогнати Пітера. Виявляється, що симбіот взяв Пітера під контроль. Мері Джейн ховається, а він тікає. Майлза тим часом нейтралізують та забирають мисливці. Вранці Пітер прокидається і, нічого не пам'ятаючи по нічні події, починає патрулювати місто. Він бачить статтю Ем-Джей, яка поливає Людину-Павука брудом. Він прямує до квартири Гаррі, який просить віддати йому костюм, бо його хвороба знову проявилася. Пітер відмовляє йому і після перепалки йде до Нормана Озборна, який дякує йому за те, що у Гаррі є такий друг як він.
Майлз отямлюється у лігві мисливців і намагається вибратися назовні. Він потрапляє на арену, де змушений битися з Містером Негативом. Спершу він перемагає, але Лі впливає на нього своєю силою та вони починають битву в розумі. Лі дізнається правду про Майлза, а той, пересилюючи власну ненависть до Містера Негатива, викидає його з арени і просить знайти Людину-Павука. З Пітером тим часом зв'язується матір Майлза і каже, що її син зник. Пітер збирається його шукати і помічає маяк негативної енергії біля старого місця роботи його тітки. Містер Негатив каже Пітеру де Майлз, а також те, що він має ним пишатися. Пітер вирушає до сховку мисливців і дорогою до нього, починає чути голос симбіота. Він починає битися з Крейвеном і перемагає. Пітер збирається його вбити, але Майлз перешкоджає цьому. Вплив симбіота сильнішає і Люди-Павуки б'ються між собою. Врешті-решт, Майлз переконує Пітера позбутися костюму і він через силу знімає його.
Пітер вирішує повернути симбіота в Озкорп. У лабораторії, його зустрічає Гаррі, чия хвороба прогресує і благає повернути костюм. Але Пітер, не бажаючи щоб Гаррі втратив себе як він колись, відмовляється. Гаррі лютує і своєю тростиною пошкодує резервуар з костюмом. Симбіот це відчуває і виривається. Він повертається до Гаррі і перетворює його на страшного монстра. Той починає трощити все всередині Озкорпу аж раптом, Озкорп атакують мисливці. Істота виривається і починає з ними битися. Згодом, на бій виходить сам Крейвен. Монстр його перемагає і відкусує йому голову. Але раптом, він тікає. Опинившись на кладовищі, він знову перетворюється на Гаррі. Він у відчаї через те, що накоїв. Симбіот, впливаючи на Гаррі через голос його матері, спонукає його зцілити світ - тобто, розповсюдити симбіотів по всьому світу, почавши з Нью-Йорка. Наступного дня, Пітер зіштовхується з симбіотами, нейтралізація яких дається йому важко. Майлз згадує про негативний вплив звукових вібрацій на симбіотів і створює запис звуку, який їх послаблює. Доктор Коннорс каже Пітеру, що у нього всередині ще лишилися частинки симбіота, але щодо цього хвилюватися не потрібно.
Пітер телефонує Ем-Джей та вибачається перед нею за скоєне і намагається попередити про Гаррі. Раптом, до неї приходить Гаррі і зв'язок переривається. Пітер вирушає додому і виявляє що Гаррі там. Він знову пропонує зцілити світ разом з ним, а Пітер каже, що треба позбутися тварюки, яка сидить у Гаррі. Той навісніє і перетворюється на монстра, який називає себе Веном. Він інфікує Ем-Джей симбіотом і Пітеру доводиться битися з нею. Людина-Павук допомогає коханій, остаточно помирившись з нею. Потім він разом з Майлзом намагається врятувати людей від симбіотів, але вони перемагають Пітера та намагаються обернути його на свій бік, використовуючи часточки симбіота всередині нього. На допомогу приходить Містер Негатив і разом з Майлзом вони вирушають рятувати Пітера.
Усередині розуму Пітера, вони розкривають його думки, що спонукали хлопця піддатися контролю симбіота. У спогадах про Мей, Лі пригнічується, адже він ніколи не бажав їй зла і не хотів щоб вона померла. У спогадах про притулок F.E.A.S.T. Майлз питає Мартіна про мотив його злочинів. Той каже, що він хотів завдати болю Норману Озборну по причині того, що він втратив батьків через нього, та врешті внаслідок його дій, Майлз втратив батька, а сам Лі вподобився тому, кого зневажав. Вони миряться та знищують симбіота, але Мартін Лі втрачає свою силу. Вони повертаються і Людина-Павук отямлюється. Залишки симбіота, які ввібрали в себе силу Містера Негатива утворюють нового симбіота Анти-Венома, який значно полегшує протистояння симбіотам. Допомігши містянам, Мартін Лі вирішує виправити помилки і йде.
Людина-Павук шукає Гаррі у лабораторії Коннорса. Там Веном знаходить іншу половину метеорита, що прискорює зараження симбіотами. Доктор Коннорс каже Пітеру, що об'єднання симбіота і Гаррі досягло термінальної стадії, тому щоб вбити симбіота, потрібно вбити носія. Норман Озборн протестує і просить врятувати його сина. Пітер у відчаї, він не може втратити Гаррі. Майлз каже, що Пітер не винний у тому, що Мей загинула і вони не дозволять, щоб Гаррі загинув. Вони розділяються. Майлз на мить потрапив до колективного розуму симбіотів і побачив місцезнаходження метеориту, про що сказав Пітеру. Він прямує туди, але це виявляється пасткою. Майлз рятує Пітера та той здогадується, де насправді метеорит - у водосховищі в парку. Він прямує до будинку Мей.
Пітер, Майлз та Ем-Джей розробляють план. Пітер виманює Венома, а Ем-Джей краде метеорит. Майлз розбирається з симбіотами і потім вони прямують до фонду Емілі-Мей, щоб знищити метеорит прискорювачем частинок. Спершу план вдається - Пітер успішно виманив Венома, а Ем-Джей викрала метеорит та разом з Майлзом прибула до фонду. Проте Веном перемагає Пітера та прибуває до фонду. Майлзу доводиться битися з ним. За допомогою звукової бомби, вони знищують голову Венома і Гаррі на мить отямлюється. Пітер та Майлз починають битися з ним з новими силами, поки Ем-Джей запускає прискорювач. Гаррі у миті відновлення контролю, благає Пітера вбити його, на що той відповідає, що той не втратить його знову. Майлз за допомогою біосили заряджає прискорювач і знищує метеорит, а Пітер з допомогою Гаррі знищує Венома, але Гаррі помирає.
Пітер та Ем-Джей оплакують друга, але Майлз за допомогою своєї біосили повертає Гаррі до життя. Той на мить отямлюється, але згодом знову втрачає свідомість та впадає в стан, подібний до коми. Норман Озборн лютує і наказує приготувати препарат G. Пітер після роздумів вирішує на деякий час припинити діяльність Людини-Павука, віддавши обов'язки з захисту міста Майлзу. Той погоджується, а вдома його матір представляє йому свого бойфренда Альберта Муна з його донькою Сінді.
У сцені після титрів, Норман Озборн відвідує "Пліт", де зустрічається з ув'язненим доктором Отто Октавіусом. Він вимагає розкрити особистість Людини-Павука, але доктор відмовляє йому, мотивуючи це тим, що він насолоджується його стражданнями. Норман питає в Отто про його наміри, а той каже, що дописує останню главу.

## Дата випуску
Випуск «Spider-Man 2» для PlayStation 5 відбувся 20 жовтня 2023 року.
Поряд зі стандартним виданням для гри доступне цифрове видання Deluxe Edition. Це видання містить два набори з п'яти унікальних костюмів для Пітера Паркера та Майлза Моралеса, розроблених запрошеними художниками зі студії PlayStation Studios та широкої індустрії розваг. Воно також включає додаткові рамки, наклейки для ігрового фоторежиму та два додаткові очки навичок для розблокування здібностей. Колекційне видання буде розповсюджуватися через роздрібну мережу та PlayStation Direct. Воно містить ваучер на завантаження Digital Deluxe Edition, сталеву книжкову шафу та 19-дюймову статуетку із зображенням Людини-павука, що бореться з Веномом. Усі попередні замовлення, незалежно від видання, включають бонуси для раннього розблокування: «Костюм Арахісового лицаря» для Пітера Паркера та «Костюм Тіньового павука» для Майлза Моралеса, гаджет «Павутинний хапач» та три додаткові очки навичок.